# 전혜숙
전혜숙(全惠淑, 1955년 5월 5일~)은 대한민국 정치인이다. 제18·20·21대 국회의원이다.

## 학력
- 1967년 왜관국민학교 졸업
- 1970년 경북대학교 사범대학 부설중학교 졸업
- 1974년 경북대학교 사범대학 부설고등학교 졸업
- 1978년 영남대학교 약학 학사
- 2009년 성균관대학교 대학원 보건사회약학 석사

### 비학위 수료
- 1998년 서울대학교 보건대학원 보건의료정책지도자과정 수료
- 2006년 서울대학교 행정대학원 국가정책과정 수료
- 2007년 연세대학교 행정대학원 여성고위지도자과정 수료
- 2010년 서울과학종합대학원 CEO지속경영과정 수료

## 경력
- 1996 새정치국민회의 보건의료정책특별위원회 부위원장
- 1997~1999 제2건국추진위원회 상임위원
- 1998~2004 제29·30대 경북약사회 회장
- 2003 제16대 노무현 대통령직인수위원회 사회문화여성분야 자문위원
- 2006~2008. 3. 건강보험심사평가원 상임감사
- 2006 한국감사협회 부회장
- 2007 보건산업최고경영자회의정책위원회 위원장
- 2008년 4월 9일: 대한민국 제18대 국회의원 선거 당선(비례대표, 통합민주당, 초선)
- 2008~2010 민주당 정세균 당대표 특보
- 2009. 5.~2010. 5. 민주당 원내부대표
- 2010 제5회 전국동시지방선거 민주당 광역단체장후보 시민공천배심원 재심위원회 위원
- 2010~2012 민주당→민주통합당 서울특별시당 광진구 갑 지역위원회 위원장
- 2011 민주당 저출산고령화사회대책특별위원회 위원
- 2011. 10 2011년 하반기 재보궐선거 무소속 박원순 서울특별시장 후보 광진구 갑 공동선거대책본부 본부장
- 2011. 12.~2012. 3. 제19대 국회의원 선거 서울 광진구 갑 민주통합당 국회의원 예비후보
- 2014. 4.~2014. 5. 제6회 전국동시지방선거 서울특별시 광진구청장 새정치민주연합 예비후보
- 2015. 3.~2016. 1. 새정치민주연합→더불어민주당 사회복지특별위원회 위원장
- 2016년 4월 13일: 대한민국 제20대 국회의원 선거 당선(서울 광진구 갑, 더불어민주당, 재선)
- 2017. 5.~2018. 9. 더불어민주당 교육연수원 원장
- 2017. 6. 문재인 대통령 인도호주 특사단 대표의원
- 2017. 7.~ 2018. 8. 더불어민주당 TK특별위원회 위원
- 2018. 5.~2018. 6. 제7회 전국동시지방선거 더불어민주당 박원순 서울특별시장 후보 공동선거대책본부장
- 2018. 10.~2020. 8. 더불어민주당 서울특별시당 직능위원회 위원장
- 2018. 11.~2020 8. 더불어민주당 서울특별시당 수석부위원장
- 2019. 6.~ 2020. 8. 더불어민주당 중앙당후원회 서울특별시 후원회장
- 2020. 1.~2020. 4. 제21대 국회의원 선거 더불어민주당 공천관리위원회 위원
- 2020. 4.~2020. 8. 더불어민주당 코로나19국난극복위원회 부위원장
- 2020. 4.~2020. 7. 더불어민주당 노동현장대형안전사고방지대책 특별위원회 위원장
- 2020년 4월 15일: 대한민국 제21대 국회의원 선거 당선(서울 광진구 갑, 더불어민주당, 3선)
- 2020. 7.~2020. 8. 더불어민주당 사회적경제위원회 입법추진단
- 2020. 9.~2020. 10. 더불어민주당 코로나19 국난극복위원회 공동위원장
- 2020. 9.~2021. 4. 더불어민주당 전국직능대표자회의 의장
- 2020. 10.~2021. 4. 더불어민주당 국난극복 K-뉴딜위원회 공동위원장
- 2020. 11.~2021. 3. 더불어민주당 이낙연 당대표 특별보좌역
- 2021. 2.~2021. 4. 더불어민주당 노후원전 안전조사 TF 위원장
- 2021. 3.~2021. 4. 더불어민주당 가덕신공항특별위원회 부위원장
- 2021. 3.~2021. 4. 더불어민주당 대한민국 회복과 도약 선거대책위원회 직능본부장
- 2021. 5.~2022. 3. 더불어민주당 최고위원
- 대한민국헌정회 21대별국회의원회회장

### 의정 활동
- 2008. 5.~2012. 5. 제18대 국회의원(비례대표, 통합민주당→민주당→민주통합당, 초선)
  - 2008. 5.~2010. 6. 제18대 국회 전반기 보건복지위원회 위원
  - 2009. 5.~2010. 5. 제18대 국회 전반기 운영위원회 위원
  - 2010. 5.~2012. 5. 제18대 국회 후반기 예산결산특별위원회 위원
  - 2010~2012 국회 독도영토수호대책특별위원회 위원
  - 2010. 6.~2012. 5. 제18대 국회 후반기 문화체육관광방송통신위원회 위원
  - 2011 제18대 국회 연금제도개선특별위원회 위원
- 2016. 5.~2020. 5. 제20대 국회의원(서울 광진구 갑, 더불어민주당, 재선)
  - 2016. 6.~2018. 5. 제20대 국회 전반기 보건복지위원회 위원
  - 2016. 6.~2017. 12. 제20대 국회 전반기 윤리특별위원회 간사
  - 2016. 8.~2017. 5. 제20대 국회 전반기 예산결산특별위원회 위원
  - 2017. 5. 제20대 국회 국무총리(이낙연) 임명동의에 관한 인사청문특별위원회 위원
  - 2017. 6.~2017. 9. 제20대 국회 전반기 윤리특별위원회 위원장 직무대리
  - 2017. 12.~2018. 5. 제20대 국회 전반기 윤리특별위원회 위원
  - 2017. 12.~2018. 5. 제20대 국회 미세먼지 대책 특별위원회 위원장
  - 2018. 7.~2019. 6. 제20대 국회 후반기 여성가족위원회 위원장
  - 2018. 7.~2019. 6. 제20대 국회 후반기 보건복지위원회 위원
  - 2019. 6.~2020. 5. 제20대 국회 후반기 행정안전위원회 위원장
- 2020. 5.~2024. 5. 제21대 국회의원(서울 광진구 갑, 더불어민주당→무소속, 3선)
  - 2020. 6.~2022. 5. 제21대 국회 전반기 과학기술정보방송통신위원회 위원
  - 2020. 7.~2024. 5. 서민금융활성화 및 소상공인포럼 공동대표의원
  - 2020. 7.~2024. 5. 제21대 국회 지구촌보건복지포럼 대표의원
  - 2021. 7.~2022. 5. 제21대 국회 전반기 예산결산특별위원회 위원
  - 2021. 11.~2022. 5. 제21대 국회 언론미디어제도개선 특별위원회 위원
  - 2022. 7.~2022. 8. 제21대 국회 중앙선거관리위원회 위원(남래진) 선출에 관한 인사청문특별위원회 위원장
  - 2022. 7.~2024. 5. 제21대 국회 후반기 보건복지위원회 위원
  - 2022. 7.~2023. 5. 제21대 국회 후반기 예산결산특별위원회 위원
  - 2023. 3.~2024. 5. 제21대 국회 인구위기 특별위원회 위원
  - 2023. 8.~2023. 10. 제21대 국회 대법원장(이균용) 임명동의에 관한 인사청문 특별위원회 위원

## 가족
- 배우자: 김하룡
- 자녀: 3남

## 역대 선거 결과
|  | 38.26% |

|  | 25.17% |

|  | 40.67% |

|  | 53.68% |

## 소속 정당
| 소속 정당 | 소속 정당      | 소속 기간 | 비고           |
| --------- | -------------- | --------- | -------------- |
|           | 열린우리당     | 2003~2006 | 창당 정계 입문 |
|           | 무소속         | 2006~2008 | 탈당           |
|           | 통합민주당     | 2008      | 복당           |
|           | 민주당         | 2008~2011 | 당명 변경      |
|           | 민주통합당     | 2011~2013 | 합당           |
|           | 민주당         | 2013~2014 | 당명 변경      |
|           | 새정치민주연합 | 2014~2015 | 합당           |
|           | 더불어민주당   | 2015~2024 | 당명 변경      |
|           | 무소속         | 2024~현재 | 탈당 정계 은퇴 |

## 같이 보기
- 대한민국 제18대 국회의원 선거 통합민주당 후보 목록#비례대표
- 광진구 갑
- 서울 광진구의 국회의원